# St Giles Church (Elgin)

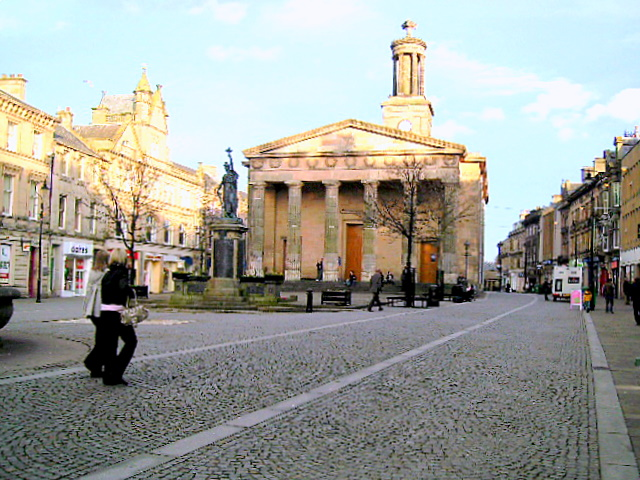
St Giles Church

Die St Giles Church ist ein Kirchengebäude der presbyterianischen Church of Scotland in der schottischen Kleinstadt Elgin in der Council Area Moray. 1971 wurde das Bauwerk in die schottischen Denkmallisten in der höchsten Denkmalkategorie A aufgenommen.

## Geschichte
Bereits im 12. Jahrhundert wurde am Standort eine Kirche errichtet, die der schottische König Wilhelm der Löwe den Bischöfen von Moray unterstellte. Die Einnahmen aus der St Giles Church flossen zum überwiegenden Teil in die Aufrechterhaltung des bischöflichen Haushalts. Nach der Reformation in Schottland wurde der Bogen zwischen Langhaus und Chor verfüllt. Fortan nutzten zwei Kirchengemeinden das Gebäude, von denen die episkopalkirchliche den ehemaligen Chor und die presbyterianische das ehemalige Langhaus nutzte. Im Jahre 1684 wurde die mittelalterliche Kirche neu aufgebaut. Im frühen 18. Jahrhundert wurde das Querschiff abgetragen. Gegen Ende desselben Jahrhunderts wurde auch der Chor abgebrochen. 1826 wurde schließlich das gesamte Gebäude abgetragen.
Die heutige St Giles Church wurde ab 1825 nach einem Entwurf des schottischen Architekten Archibald Simpson errichtet. Sie öffnete am 28. Oktober 1828.

## Beschreibung
Die St Giles Church nimmt eine prominente Position auf einem Platz inmitten der High Street im Zentrum Elgins ein. Die längliche Saalkirche ist im klassizistischen Greek-Revival-Stil ausgestaltet. An der westlichen Giebelseite tritt ein hexastyler dorischer Portikus heraus. Der Fries des Gebälks ist im Empire-Stil mit Kränzen gestaltet. Das zweiflüglige Eingangsportal ist mit griechischen Motiven ornamentiert. Die Seitenfassaden sind sechs Achsen weit. Der Glockenturm an der Ostseite schließt mit einer Rotunde im Stile des Lysikratesmonuments.